# 田野倉清
田野倉 清（たのくら きよし、1945年3月27日 - ）は日本のプロゴルファー。

## 来歴
1972年にプロ入りするが、1974年の産報クラシックでようやく予選を通過したのが唯一の戦績で、1976年は出場ゼロに終わる。
5年間で獲得賞金が僅か10万円という無名で、近所の河川敷で練習していた。
1977年の阿蘇ナショナルパークオープンでは初日に4バーディ、1ボギーの69で回り、波多野修・野口茂・金井清一・藤井義将・尾崎将司・関水利晃・井上幸一・前田新作を抑えて首位に立った。尾崎・鈴木規夫らの一流を尻目にイン36、アウト33で、インからスタートして前半をパープレー、アウトになって1パットの3バーディという立派なゴルフであった。田野倉自身も「どういうわけでしょうか…」と驚き、同じプロ仲間でも「田野倉ってどんな選手?」と言うほどであったが、2日目には30位に後退した。

## 著書
- 「オール図解最新ゴルフ・ルール解説―これだけは知っておきたい165のエチケットとルール」梧桐書院、1988年2月1日、ISBN 434009000X